# Ліхопо (футбольний клуб)
Футбольний клуб «Ліхопо» або просто «Ліхопо» (англ. Likhopo Football Club) — футбольний клуб з міста Масеру. 

## Історія
Футбольний клуб «Ліхопо» був заснований 2000 року в столиці держави місті Масеру. З 2003 року команда виступає в Прем'єр-лізі Лесото. Клуб двічі перемагав у національному чемпіонаті. ФК «Ліхопо» двічі виступав у континентальних турнірах під егідою КАФ, але жодного разу так і не зміг не лише подолати попередній раунд, але й забити хоча б один м'яч у ворота суперників.

## Досягнення
- Прем'єр-ліга
  -  Чемпіон (2): 2005, 2006

- Кубок Лесото
  -  Володар (1): 2006

## Статистика виступів на континентальних турнірах
| Сезон | Турнір             | Раунд      | Клуб              | Вдома | На виїзді | Загалом |
| ----- | ------------------ | ---------- | ----------------- | ----- | --------- | ------- |
| 2006  | Ліга чемпіонів КАФ | Попередній | Мамелоді Сандаунз | 0-1   | 0-3       | 0-4     |
| 2007  | Ліга чемпіонів КАФ | Попередній | Занако            | 0-0   | 0-1       | 0-1     |

## Відомі гравці
- Боканг Мозоана
- Селло Мусо
- Зафело Тале